# Ali Şaşal Vural
Ali Şaşal Vural (İzmir, 10 juli 1990) is een Turks voetballer, die uitkomt als doelman. In 2016 verruilde hij Eskişehirspor voor Sivasspor.

## Clubcarrière
Vural speelde in de jeugd van Altay Izmir. In het seizoen 2009/10 maakte hij zijn debuut in het eerste elftal. Op 8 mei 2010 verving hij zes minuten voor tijd Arslan Kopuz in de met 4–1 gewonnen wedstrijd tegen Konyaspor. Het daaropvolgende seizoen kwam Vural 10 keer in actie maar kon niet helpen vermijden dat Altay Izmir zakte van 1. Lig naar 2. Lig. Zijn grote doorbraak in het eerste elftal kwam in het seizoen 2012/13 waar hij 29 competitiewedstrijden en twee bekerwedstrijden voor zijn rekening mocht nemen. Een bevestiging van zijn doorbraak kwam er in het seizoen 2013/14 en dat leverde Vural een transfer op naar Eskişehirspor uitkomende in de hoogste afdeling van Turkije, de Süper Lig. Op 7 maart 2015 debuteerde Vural op het hoogste niveau in Turkije. In de wedstrijd tegen Bursaspor wist Vural zijn netten schoon te houden. De wedstrijd eindigde op 0–0. Na twee seizoenen maakte Vural zijn overstap naar Sivasspor, toen uitkomend in de 1. Lig. Tijdens zijn eerste seizoen behaalde Sivasspor de titel met nauwelijks één punt voorsprong op Malatyaspor en mocht zo overgaan naar de Süper Lig.

## Clubstatistieken
| Seizoen | Club          | Competitie | Competitie | Competitie | Beker | Beker | Internationaal | Internationaal | Totaal | Totaal |
| Seizoen | Club          | Competitie | Wed.       | Dlp.       | Wed.  | Dlp.  | Wed.           | Dlp.           | Wed.   | Dlp.   |
| ------- | ------------- | ---------- | ---------- | ---------- | ----- | ----- | -------------- | -------------- | ------ | ------ |
| 2009/10 | Altay         | 1. Lig     | 1          | 0          | 0     | 0     | —              | —              | 1      | 0      |
| 2010/11 | Altay         | 1. Lig     | 10         | 0          | 0     | 0     | —              | —              | 10     | 0      |
| 2011/12 | Altay         | 2. Lig     | 1          | 0          | 0     | 0     | —              | —              | 1      | 0      |
| 2012/13 | Altay         | 2. Lig     | 29         | 0          | 2     | 0     | —              | —              | 31     | 0      |
| 2013/14 | Altay         | 2. Lig     | 22         | 0          | 0     | 0     | —              | —              | 22     | 0      |
| 2014/15 | Eskişehirspor | Süper Lig  | 9          | 0          | 4     | 0     | —              | —              | 13     | 0      |
| 2015/16 | Eskişehirspor | Süper Lig  | 5          | 0          | 0     | 0     | –              | –              | 5      | 0      |
| 2016/17 | Sivasspor     | 1. Lig     | 18         | 0          | 2     | 0     | –              | –              | 20     | 0      |
| 2017/18 | Sivasspor     | Süper Lig  | 6          | 0          | 1     | 0     | —              | —              | 7      | 0      |
| 2018/19 | Sivasspor     | Süper Lig  | 8          | 0          | 1     | 0     | —              | —              | 9      | 0      |
| 2019/20 | Sivasspor     | Süper Lig  | 1          | 0          | 6     | 0     | —              | —              | 7      | 0      |
| 2020/21 | Sivasspor     | Süper Lig  | 20         | 0          | 2     | 0     | 0              | 0              | 22     | 0      |
| 2021/22 | Sivasspor     | Süper Lig  | 25         | 0          | 4     | 0     | 6              | 0              | 35     | 0      |
| 2022/23 | Sivasspor     | Süper Lig  | 30         | 0          | 2     | 0     | 9              | 0              | 41     | 0      |
| 2023/24 | Sivasspor     | Süper Lig  | 33         | 0          | 0     | 0     | —              | —              | 33     | 0      |
| 2024/25 | Sivasspor     | Süper Lig  | 26         | 0          | 0     | 0     | —              | —              | 26     | 0      |
| Totaal  | Totaal        | Totaal     | 244        | 0          | 24    | 0     | 15             | 0              | 283    | 0      |

Bijgewerkt tot en met het seizoen 2024/25.

## Interlandcarrière
Vural werd in juni 2015 voor het eerst opgeroepen voor het Turks voetbalelftal. Bondscoach Fatih Terim nam de doelman op in zijn selectie voor de duels met Bulgarije en Kazachstan. In mei 2016 werd hij ook opgeroepen voor de wedstrijd tegen Montenegro. Hij speelde geen enkele minuut.